# Article 115 de la Constitution belge
L'article 115 de la Constitution belge fait partie du titre III Des pouvoirs. Il traite des parlements de communautés et de régions.
Il date du 24 décembre 1970 et était à l'origine — sous l'ancienne numérotation — l'article 59 bis, § 1er, alinéa 1er, première phrase.
- Le paragraphe 1er, alinéa 2 date du 24 décembre 1970 et était à l'origine — sous l'ancienne numérotation — l'article 59 ter, § 1er, alinéa 1er.
- Le paragraphe 2 date du 5 mai 1993 et était à l'origine — sous l'ancienne numérotation — l'article 59 quater § 1er.

## Texte
« § 1er.   1er. Il y a un Parlement de la Communauté française et un Parlement de la Communauté flamande, dénommé Parlement flamand, dont la composition et le fonctionnement sont fixés par la loi, adoptée à la majorité prévue à l'article 4, dernier alinéa.
Il y a un Parlement de la Communauté germanophone dont la composition et le fonctionnement sont fixés par la loi. 
 
§ 2. Sans préjudice de l'article 137, les organes régionaux visés à l'article 39, comprennent, pour chaque région, un Parlement.. »